# ساندي فيهير
ساندي فيهير (بالإنجليزية: Sandy Feher)‏ هو لاعب كرة قدم أمريكي في مركز حراسة المرمى، ولد في 23 أغسطس 1943 في بودابست في المجر. لعب مع كانزاس سيتي سبورز ‏.